# فیجی
فیجی (‎i‎/ˈfiːdʒi/‎ FEE-jee, ‎/fiːˈdʒiː/‎ fee-JEE,; فیجیایی: Viti, [ˈβitʃi]; هندی فیجی: फ़िजी, Fijī)، با نام رسمی جمهوری فیجی (Republic of Fiji) یک کشور جزیره‌ای در منطقهٔ ملانزی در قسمت استرالیا و اقیانوسیه در جنوب اقیانوس آرام است که در ۱٬۱۰۰ مایل دریایی (۲٬۰۰۰ کیلومتر؛ ۱٬۳۰۰ مایل) شمال نیوزیلند قرار گرفته‌است. فیجی یک مجمع‌الجزایر است که ۳۳۰ جزیره و حدود ۵۰۰ جزیره خرد دارد که از این میان، حدود ۱۱۰ جزیره دارای سکنهٔ ثابت است. این جزایر روی‌هم‌رفته ۱۸٬۳۰۰ کیلومتر مربع (۷٬۱۰۰ مایل مربع) مساحت دارند. حدود ۸۷ درصد از کل جمعیت ۸۹۸٬۷۶۰ نفری فیجی در دو جزیرهٔ بزرگ ویتی لوو و وانوا لوو زندگی می‌کنند. حدود سه چهارم جمعیت فیجی در سواحل ویتی لوو زندگی می‌کنند، یا در سووا یا در مراکز شهری کوچکتری مانند نادی که گردشگری صنعت اصلی محلی است یا در لائوتوکا، که در آن صنعت نیشکر غالب است. مناطق داخلی ویتی لوو به دلیل زمین آن به ندرت مسکونی است.
اکثر جزایر فیجی توسط فعالیت‌های آتشفشانی تشکیل شده‌اند که حدود ۱۵۰ میلیون سال پیش شروع شده‌است. برخی از فعالیت‌های زمین گرمایی هنوز هم در جزایر وانوا لوو و تاوئونی رخ می‌دهند. سیستم‌های زمین گرمایی در ویتی لوو منشأ غیر آتشفشانی دارند و تخلیهٔ سطحی دمای پایین ۳۵ و ۶۰ درجه سلسیوس (۹۵ و ۱۴۰ درجه فارنهایت) دارند.
انسان‌ها از هزارهٔ دوم پیش از میلاد در فیجی زندگی می‌کرده‌اند—اول مردمان آسترونزیایی و بعداً ملانزیایی‌ها، با برخی تأثیرات پولینزیایی‌ها. اروپایی‌ها اولین بار در سدهٔ هفدهم از فیجی دیدن کردند. در سال ۱۸۷۴، پس از یک دورهٔ کوتاه که در آن فیجی یک پادشاهی مستقل بود، بریتانیا مستعمرهٔ فیجی را تأسیس کرد. فیجی تا سال ۱۹۷۰ به عنوان مستعمرهٔ تاج تدام داشت، تا زمانی که استقلال یافت و به عنوان قلمرو فیجی شناخته شد. در سال ۱۹۸۷، پس از کودتای فیجی، دولت نظامی که قدرت را به دست گرفته بود، آن را جمهوری اعلام کرد. در کودتای سال ۲۰۰۶، فرانک باینیماراما قدرت را به دست گرفت. در سال ۲۰۰۹، دادگاه عالی فیجی حکم داد که رهبری نظامی غیرقانونی است. در آن زمان، رئیس‌جمهور ژوزفا ایلویلو، که ارتش او را به عنوان رئیس رسمی دولت حفظ کرده بود، به‌طور رسمی قانون اساسی ۱۹۹۷ را لغو کرد و باینیماراما را دوباره به عنوان نخست‌وزیر موقت منصوب کرد. بعداً در سال ۲۰۰۹، اپلی نایلاتیکاتو جانشین ایلویلو به عنوان رئیس‌جمهور شد. در ۱۷ سپتامبر ۲۰۱۴، پس از سالها تأخیر، یک انتخابات دموکراتیک برگزار شد. حزب باینیماراما تحت عنوان «نخست فیجی» ۵۹٫۲٪ آرا را به دست آورد و ناظران بین‌المللی این انتخابات را معتبر دانستند.
فیجی به واسطهٔ وجود جنگل‌های فراوان، مواد معدنی و صنعت شیلات، یکی از توسعه‌یافته‌ترین اقتصادها در اقیانوس آرام است. واحد پول آن دلار فیجی است، که منابع اصلی تأمین آن، گردشگری، حواله‌های فیجیایی‌های شاغل در خارج از کشور، صادرات آب آشامیدنی و نیشکر است.

## تاریخ
سفال‌های بدست آمده از شهرهای فیجی نشان می‌دهد این جزایر از ۱۰۰۰ تا ۳۵۰۰ سال پیش از میلاد مسیح مسکونی بوده‌است اما مسئله مهاجرت اقیانوس آرام هم هنوز مطرح است. فیجی از سده ۱۸ به دست بریتانیا افتاد و در سال ۱۸۷۴ مستعمرهٔ این کشور گشت، فیجی در ۱۰ اکتبر ۱۹۷۰ از بریتانیا اعلام استقلال کرد.
بسیاری بر این باورند که اهالی فیجی از جنوب شرقی آسیا و از طریق اندونزی به این کشور آمده‌اند، یعنی از زمانی که جزایر ملانزی و پلی‌نزی متحد شدند و یک جامعه توسعه یافته را پیش از رسیدن اروپایی‌ها، پدیدآوردند.
نخستین گروه اروپایی‌های کاشف فیجی در سال ۱۶۴۳ به رهبری «آبل تاسمان» هلندی پای به این جزیره گذاشتند و سپس در سال ۱۷۷۴ کاپیتان انگلیسی «جیمز کوک» کار آنها را دنبال نمود. اما معتبرترین روایت، مربوط به کشف فیجی توسط کاپیتان «ویلیام بلای» در سال ۱۷۸۹ است.
بازرگانان و دریانوردان اروپایی و استرالیاییان نخستین گروه‌هایی بودند که به این کشور آمدند و در آن اقامت گزیدند. مبلغان مذهبی در اوایل سده ۱۹ به فیجی آمدند و پادشاه فیجی در سال ۱۸۵۴ به آیین مسیحیت گروید. در در این هنگام آدم‌خواری ملغی گردید و جنگ‌های قبیله‌ای پایان یافت. در تاریخ ۱۰ اکتبر ۱۸۷۴ فیجی به مستعمره بریتانیای بزرگ تبدیل شد و از سال ۱۸۷۹ تا ۱۹۱۶ کارگران هندی به این جزیره آمدند و در کشتزارهای نیشکر به کار مشغول شدند. این کارگران بعدها به مزرعه داران و بازرگانان مستقل تبدیل شدند به‌طوری که هندی‌ها هم‌اکنون کنترل بازرگانی فیجی را در اختیار دارند.

## سیاست
فیجی تا پیش از کسب استقلال در سال ۱۹۷۰، مستعمره بریتانیا بود. در این کشور در سال ۱۹۸۷ نظام جمهوری را پذیرفت و طبق قانون اساسی سال ۱۹۹۷ نظامی دموکراتیک بر آن حاکم شده‌است. رئیس‌جمهور توسط شورای عالی رؤسا انتخاب می‌شود و قدرت اجرایی در دست وی است. دوره ریاست جمهوری ۵ سال است.
ژنرال سیتیونی رابوکا که ارتش را رهبری می‌کرد طی کودتایی در سال ۱۹۸۷ به قدرت رسید، در همین سال در فیجی نظام جمهوری برقرار گردید. راتو سیر کامیسسه مارا در سال ۱۹۹۴ رئیس‌جمهور فیجی شد، رئیس‌جمهور سابق، ژنرال سیتیونی رابوکا از حزب سیاسی فیجی نیز در سال ۱۹۹۲ در اولین انتخابات بعد از کودتا به سمت نخست‌وزیری رسید. در سال ۲۰۰۰ میلادی راتو ژوزفا ایلوئیلو رئیس‌جمهور و لایسنیا کاراسه نیز به عنوان نخست‌وزیر انتخاب شدند.

## جغرافیا
فیجی در قلب اقیانوس آرام و در نیمه راه بین خط استوا و قطب جنوب و بین طول جغرافیایی ۱۷۵ و ۱۷۸ غربی و عرض ۱۵ و ۲۲ جنوبی واقع شده‌است. این کشور در تقاطعی واقع شده که مستقیماً به شمال نیوزیلند و غرب استرالیا یعنی دو کشور اصلی اقیانوس آرام منتهی می‌شود و در پیرامون آن سایر جزایر اقیانوس آرام هم‌چون تونگا، ساموآ، وانوآتو و کالدونیای جدید قرار دارند.
مساحت فیجی ۱۸٬۲۷۴ کیلومتر مربع و جمعیت آن ۸۹۶٬۰۰۰ نفر است. فیجی از بیش از ۳۰۰ جزیره تشکیل شده‌است و به صورت مجمع الجزایر می‌باشد. جمعیت فیجی اکثراً بین بومیان فیجی و نژاد هندی تقسیم شده‌است. بیشتر جمعیت فیجی در دو جزیرهٔ ویتی لوو و وانوآ لوو ساکن هستند. از شهرهای مهم فیجی می‌توان به، لائوتوکا ۵۲٬۲۲۰ نفر، نادی ۴۲٬۲۸۴ نفر، لاباسا ۲۷٬۹۴۹ نفر و نائوسوری ۲۰۰۰ نفر اشاره کرد.
دو جزیره اصلی فیجی عبارتند از «ویتی لوو» با ۱۰۴۲۹ کیلومتر مربع و «وانا لووو» با ۵۵۵۶ کیلومتر مربع که مجموعاً حدود ۸۷ درصد مساحت زمین این کشور شامل می‌شوند. بالغ بر ۸۳ درصد زمین‌ها در مالکیت بومیان فیجی، ۹ درصد در مالکیت دولت و ۸ درصد بقیه نیز سرزمین آزاد می‌باشند. تنها ۱۶ درصد خاک این کشور قابل کشت است که عمدتاً در دشتی ساحلی، دلتای رودخانه‌ها و دره‌ها واقع شده‌اند.
فیجی دارای آب و هوای استوایی با دو فصل اصلی گرم و مرطوب از ماه نوامبر تا آوریل و فصل خنک و خشک، از ما مه تا اکتبر است و در تمام طول سال، بادهایی بر فراز فیجی می‌وزد که باعث تعدیل هوا می‌شود و میانگین دمای هوا از ۲۲ درجه سانتی‌گراد در ماه‌های خنک سال تا ۲۶ درجه در ماه‌های گرم، در نوسان است.
پایتخت این کشور شهر سووا با ۱۷۲۳۹۹ نفر جمعیت می‌باشد.

## تقسیمات کشوری
فیجی به چهار ناحیه تقسیم شده که این نواحی جمعاً به ۱۴ استان تقسیم شده‌اند. جزیره روتوما و متعلقات آن حالت خودمختار دارد و خارج از این تقسیمات کشوری قرار می‌گیرد.
| محل | ناحیه | مرکز   | استان‌ها                                           |
| --- | ----- | ------ | ------------------------------------------------- |
|     | مرکزی | سووا   | ۵ استان: نایتاسیری، ناموسی، ریوا، سروآ، و تایلوو. |
|     | شرقی  | لووکا  | کاداوو، لائو، لومایویتی.                          |
|     | شمالی | لاباسا | بوآ، کاکادرو، ماکوآتا.                            |
|     | غربی  | لاتوکا | با، نادروگا-ناوسا، را.                            |

## اقتصاد
واحد پول فیجی، دلار با واحد جزء (سنت) نام دارد. 1FJD = 0.48 US Dollar (در می ۲۰۱۸) صادرات فیجی را، شکر، طلا، نارگیل و زنجبیل دربر می‌گیرد. فیجی از اعضای کشورهای مشترک‌المنافع به‌شمار می‌رود.

## مردم

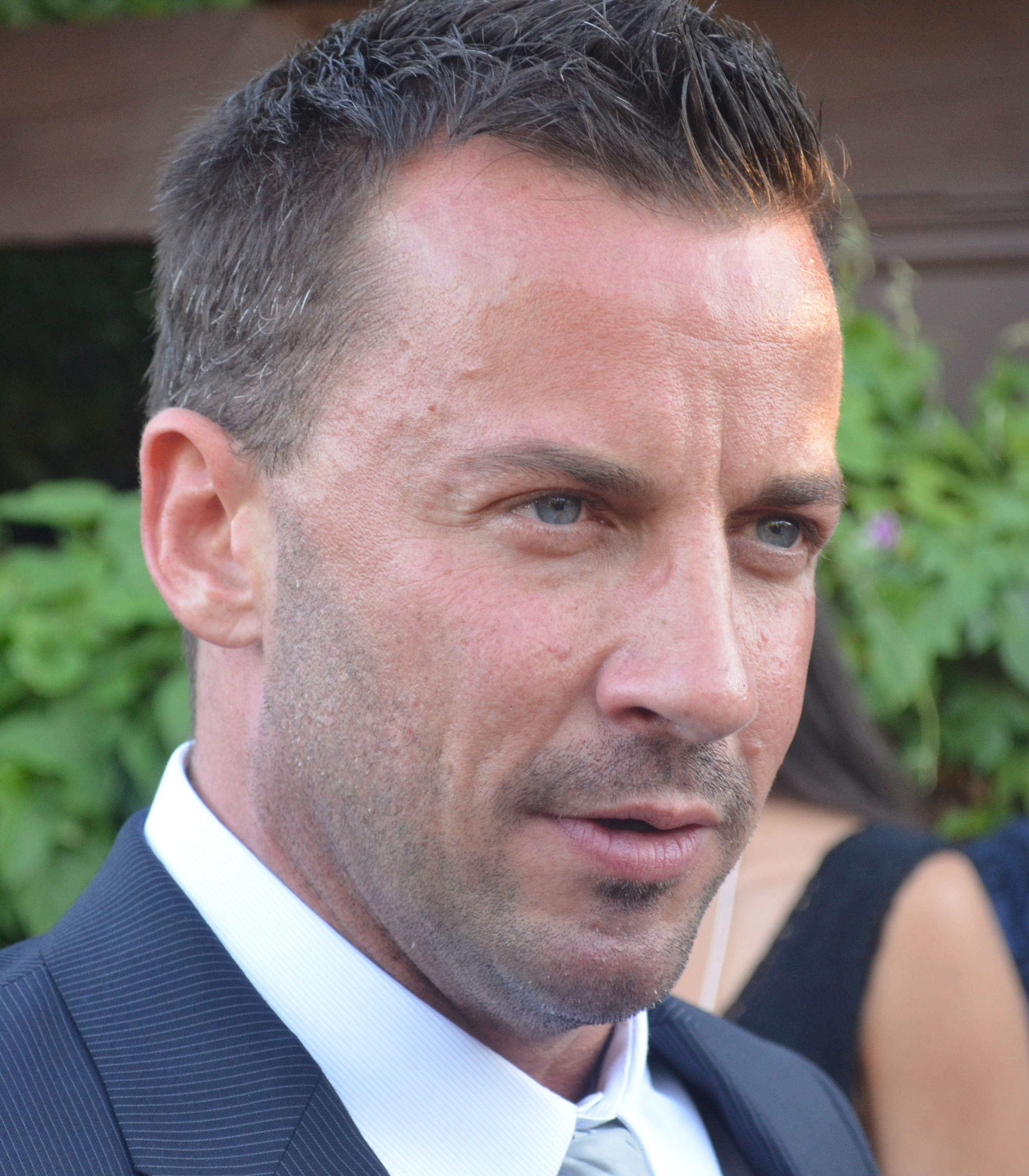
کریگ پارکر هنرپیشه نیوزیلندی متولد فیجی

۵۲٪ نژاد این کشور را فیجیایی (بومیان فیجی)، ۴۱٪ را نیز هندی‌ها تشکیل می‌دهند، همچنین دین ۷۰٪ مردم فیجی مسیحی، ۲۶٪ هندو و ۴٪ نیز مسلمان است. زبان‌های رسمی فیجی را، انگلیسی، فیجیایی و هندی تشکیل می‌دهند.

## فرهنگ
فرهنگ فیجی ترکیبی غنی از فرهنگ بومی، چینی، اروپایی و هندی شامل دموکراسی اجتماعی، زبان، غذا (عمدتاً غذاهای دریایی و سبزیجات)، پوشاک محلی، سیستم اعتقادی، معماری، هنر، صنایع دستی، موسیقی و رقص و ورزش است.

## گردشگری
فیجی به مقدار قابل توجهی دارای گردشگر است که از جزایر نادی و دنارو دیدن می‌کنند. این کشور دارای اماکن غواصی زیاد و امکان دیدن کرانه‌های مرجانی است که از جاذبه‌های گردشگری این کشور به‌شمار می‌آیند. بودجه زیادی صرف باز کردن استراحتگاه‌ها در مناطق دور افتاده جهت افزایش گردشگری انجام شده‌است.